# Polk (Pensilvânia)
Polk é um distrito localizado no estado norte-americano de Pensilvânia, no Condado de Venango.

## Demografia
Segundo o censo norte-americano de 2000, a sua população era de 1031 habitantes.
Em 2006, foi estimada uma população de 1004, um decréscimo de 27 (-2.6%).

## Geografia
De acordo com o United States Census Bureau tem uma área de
5,0 km², dos quais 5,0 km² cobertos por terra e 0,0 km² cobertos por água. Polk localiza-se a aproximadamente 343 m acima do nível do mar.

## Localidades na vizinhança
O diagrama seguinte representa as localidades num raio de 16 km ao redor de Polk.